# Pavillon de chasse de Prillwitz
Le pavillon de chasse de Prillwitz (Jagdschloss Prillwitz) est un petit château situé à Prillwitz (aujourd'hui village appartenant à la commune de Hohenzieritz) au bord de la Lieps, lac se trouvant dans le Mecklembourg-Strelitz. Le pavillon de chasse se trouve au bout du parc du château de Hohenzieritz.

## Histoire
Le grand-duc Frédéric-Guillaume de Mecklembourg-Strelitz fait construire en 1890 ce petit château pour la chasse au bord du lac, mais il est terminé par son fils Adolphe-Frédéric V de Mecklembourg-Strelitz. Ce château ressemblant à une maison de campagne est bâti selon les plans de l'architecte Müschen. Après le suicide, le 23 février 1918, du dernier grand-duc Adolphe-Frédéric VI sans héritier, Prillwitz revient à sa mère, la grande-duchesse douairière, née princesse Élisabeth d'Anhalt (1857-1933).
La maison est saccagée à la fin de la Seconde Guerre mondiale, puis abrite des réfugiés venant des anciens territoires de l'est allemand (personnes déplacées de la province de Prusse-Orientale, de la province de Prusse-Occidentale et de l'ancienne ville libre de Dantzig rattachée au Troisième Reich). Cependant les boiseries, le hall d'entrée, l'escalier et la grande salle-à-manger (aujourd'hui restaurant) ne sont pas trop abîmés.
Le combinat de l'industrie énergétique de Neubrandenbourg en fait une maison de vacances et de repos pour ses ouvriers à partir de 1955. La décoration Jugendstil disparaît.
L'ancien pavillon de chasse devient un hôtel-restaurant à partir de 1995. Le parc est réhabilité à la fin de 2006 et pendant l'hiver 2007-2008, et le château restauré en avril 2009.

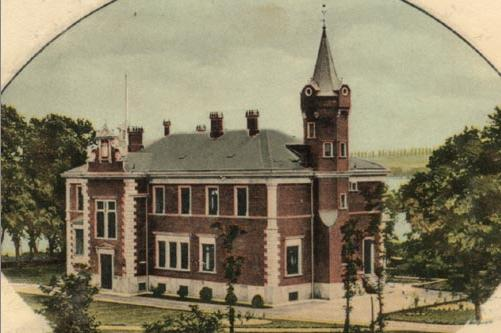
Le pavillon de chasse en 1900 avec la tour